# Peter W. Schatt
Peter W. Schatt (* 1948 in Hamburg) ist ein deutscher Musikpädagoge, Musikwissenschaftler und Künstler.

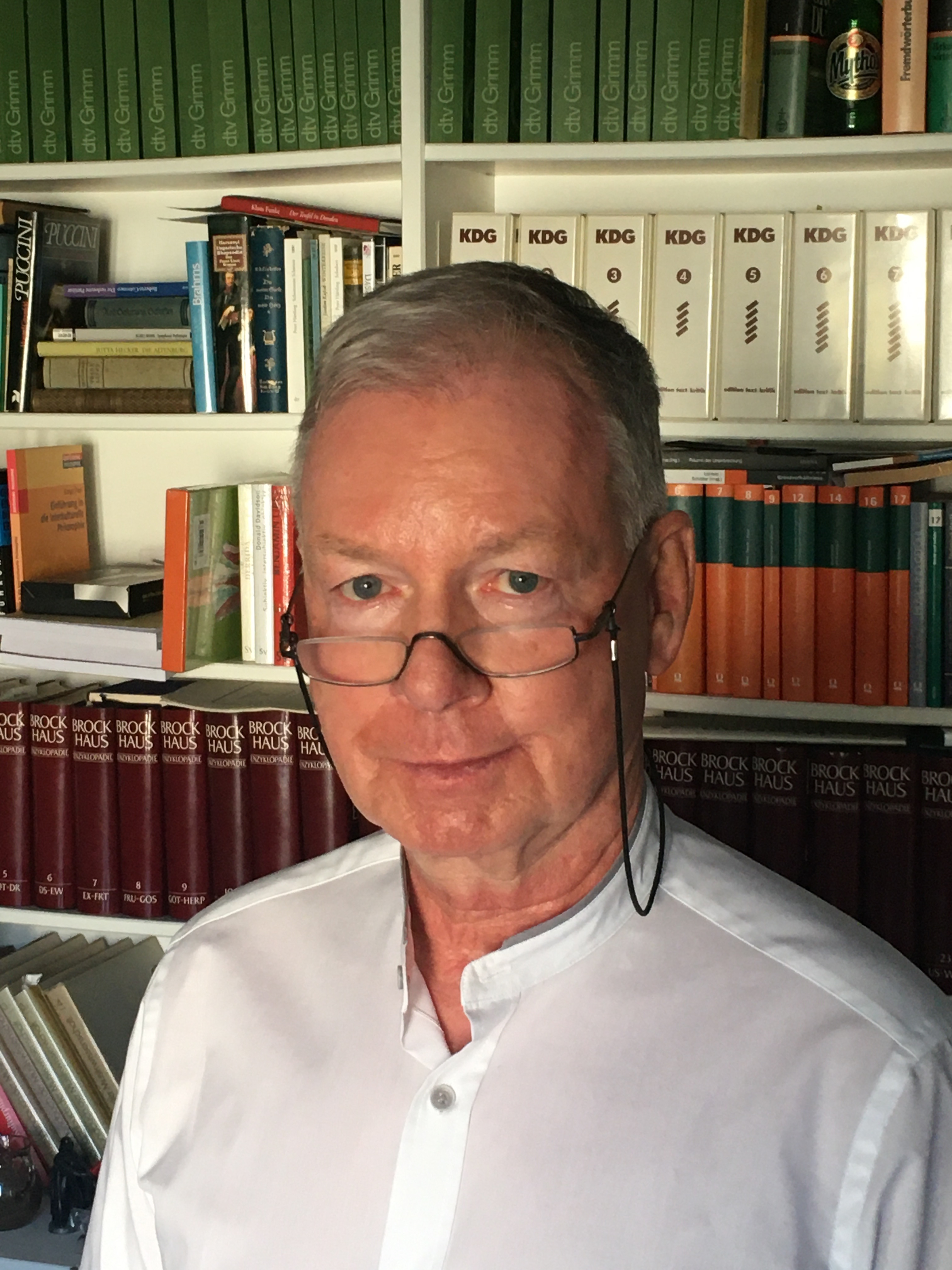
Peter W. Schatt im Arbeitszimmer

## Biografie
Peter W. Schatt wurde 1948 in Hamburg geboren und wuchs in einer musikalisch aktiven Familie auf. 1960 wurde er Mitglied im Knabenchor des Norddeutschen Rundfunks. Mit 14 Jahren begann er mit dem Klarinettenunterricht, zunächst bei Waldemar Wandel, ab 1966 als außerordentlicher Studierender bei Ferdinand Rohland an der Hamburger Musikhochschule. Nach dem Abitur 1967 studierte er in Hamburg Schulmusik für Gymnasien (Musikpädagogik bei Hermann Rauhe), Literaturwissenschaft (u. a. bei Karl Ludwig Schneider) und Germanistik (u. a. bei Ulrich Pretzel), nach der 1. Staatsprüfung 1972 auch Musikwissenschaft (u. a. bei Constantin Floros). 1973 legte er die Diplomprüfung für Klarinette ab und trat als Lehrer in den Staatsdienst ein. 1974 wurde er Studienrat für Musik und Deutsch und heiratete die Kunsterzieherin Gisela Wolff. 1976 beendete er seine klarinettistischen Studien mit dem Konzertexamen. Seither setzte er sich neben seiner Tätigkeit als Studienrat in zahllosen Konzerten und Rundfunkproduktionen – vor allem als Mitglied des Varius-Ensembles Hamburg – insbesondere für Neue Musik ein.
Schatt wurde 1984 Lehrbeauftragter für Klarinette an der Musikhochschule Lübeck. Er promovierte 1985 mit einer Arbeit über „Exotik in der Musik des 20. Jahrhunderts“ an der TU Berlin bei Carl Dahlhaus zum Dr. phil. im Fach Musikwissenschaft, ein Jahr später erhielt er einen Lehrauftrag für Musikpädagogik an der Universität Hamburg. 1988 wurde er für die Fächer Musikpädagogik, Klarinette und neue Kammermusik an die Hamburger Musikhochschule abgeordnet. 1989 nahm er einen Ruf auf eine Professur für Musikpädagogik an der Folkwang Hochschule Essen an, nachdem er einen gleichen Ruf an die Musikhochschule Trossingen abgelehnt hatte. 1999 lehnte er einen Ruf an die Johannes-Gutenberg-Universität Mainz ab, um in Essen zu verbleiben.
Von 1994 bis 2002 war Schatt Mitherausgeber der Zeitschrift Musik und Bildung, von 1999 bis 2004 und von 2007 bis 2010 Vorstandsmitglied des Instituts für Neue Musik und Musikerziehung Darmstadt. An der Folkwang Hochschule – heute Folkwang Universität der Künste – war Schatt neben seiner Lehrtätigkeit als stellvertretender Leiter des Staatlichen Prüfungsamtes, als Beauftragter für die Lehramtsstudiengänge, als Dekan sowie als Mitglied und Vorsitzender zahlreicher Ausschüsse und Prüfungs- sowie Berufungskommissionen tätig.
Seit seinem Eintritt in den Ruhestand 2013 widmet Schatt sich der wissenschaftlichen und künstlerischen Arbeit. 2015 errichtete er gemeinsam mit seiner Frau die Gisela und Peter W. Schatt Stiftung. Ihr Zweck ist die Förderung wissenschaftlicher Musikpädagogik. Vorrangig vergibt sie dazu Stipendien für interdisziplinär ausgerichtete Promotionsvorhaben im Fach Musikpädagogik sowie den „Förderpreis der Gisela und Peter W. Schatt Stiftung“ für herausragende musikpädagogische Dissertationen.

## Schwerpunkte
Die vierfache Verankerung seiner musikalischen Lebenspraxis in der künstlerischen Tätigkeit als Klarinettist, im wissenschaftlichen Wirken als Musikwissenschaftler und Musikpädagoge und in der praktischen Lehrtätigkeit spiegelt sich auch in Schatts Arbeitsschwerpunkten wider. So widmen sich viele kleine Veröffentlichungen der didaktischen Analyse von Musik – auch der Jugendkulturen – als theoriegeleitete Anregung für die Unterrichtspraxis. Ein besonderer Akzent fällt dabei auf Möglichkeiten, Musik durch den Rekurs auf andere Künste, insbesondere Bildende Kunst, zu erschließen. Ausschließlich diesem Thema ist seine Schulbuchveröffentlichung MusikBilder gewidmet.
Ein rezeptionstheoretisch orientiertes Denken zeichnet sich bereits in seiner Dissertation über Exotik in der Musik des 20. Jahrhunderts ab. Die Frage des Zusammenwirkens von Rezeption und Produktion sowie die Bedingungen und Möglichkeiten authentischer künstlerischer Arbeit bestimmen auch sein zweites Buch „Jazz“ in der Kunstmusik.
Der genannte Ansatz bildet den Hintergrund auch für Schatts musikpädagogische Schwerpunkte. Sie liegen in konstruktivistisch fundierten Bemühungen um die Klärung des Kulturbegriffs und Fragen der interkulturellen Musikpädagogik. Diese mündeten in seine grundsätzlichen Überlegungen zu Eigenarten musikpädagogischen Denkens im 20. Jahrhundert, die er in seiner Einführung in die Musikpädagogik und in seinem Buch Musikpädagogik und Mythos darstellte. Hier nimmt er in bedeutungskritischer Absicht den Gebrauch zentraler musikpädagogischer Begriffe in den Blick. Vor diesem Hintergrund plädiert er für ein konzeptionelles Denken, das Ideologien vermeidet und die Achtsamkeit für das jeweils konkrete Unterrichtsgeschehen in den Vordergrund stellt.

## Schriften (Auswahl)
- Exotik in der Musik des 20. Jahrhunderts. Historisch-systematische Untersuchungen zur Metamorphose einer ästhetischen Fiktion (= Berliner musikwissenschaftliche Arbeiten Bd. 27.) München/Salzburg 1986
- Jazz in der Kunstmusik. Studien zur Funktion afro-amerikanischer Musik in Kompositionen des 20. Jahrhunderts (= Perspektiven zur Musikpädagogik und Musikwissenschaft Bd. 18.) Regensburg 1995
- MusikBilder. Berührungen zwischen Musik und Malerei (= Thema Musik Sekundarstufe II.), Schülerband Leipzig 2003, Lehrerband zum Download unter www.klett-verlag.de
- Einführung in die Musikpädagogik. Darmstadt 2007; 2., überarbeitete und stark erweiterte Aufl. 2021
- Musikpädagogik und Mythos. Zwischen mythischer Erklärung der musikalischen Welt und pädagogisch geleiteter Arbeit am Mythos, Mainz u. a. 2008
- Musik und Politik (Unterrichtsmodell EinFach Musik, hg. v. N. Schläbitz), Paderborn 2013
- Musik und Natur (Unterrichtsmodell EinFach Musik, hg. v. N. Schläbitz), Paderborn 2014
- Musik unterwegs: Vom Wandern zum Fliegen (Unterrichtsmodell EinFach Musik, hg. v. N. Schläbitz), Paderborn 2015
- Natur und Kunst als Spiegel der Seele: Zum Verhältnis von Komposition und Dichtung in Arnold Schönbergs Gurre-Liedern, München 2014
- Malte Sachsse, Peter W. Schatt: Begegnungen mit außereuropäischer Musik : Vorderer Orient, Ferner Osten und Indien. In: Norbert Schläbitz (Hrsg.): Unterrichtsmodell EinFach Musik. Band 1. Schöningh Verlag im Westermann Schulbuch, Braunschweig / Paderborn / Darmstadt 2016, ISBN 978-3-14-018091-7.
- Malte Sachsse, Peter W. Schatt: Begegnungen mit außereuropäischer Musik : Afrika, Nordamerika, Mittel- und Südamerika, Weltmusik. In: Norbert Schläbitz (Hrsg.): Unterrichtsmodell EinFach Musik. Band 2. Schöningh Verlag im Westermann Schulbuch, Braunschweig / Paderborn / Darmstadt 2017, ISBN 978-3-14-018092-4.
- Musik und Tod. In: Norbert Schläbitz (Hrsg.): Unterrichtsmodell EinFach Musik. Schöningh Verlag im Westermann Schulbuch, Paderborn 2019, ISBN 978-3-14-018054-2.
- Kulturelle Bildung in Musik. Eine Topologie. In: Gisela und Peter W. Schatt Stiftung (Hrsg.): Studien zur Musikkultur. Band 3. Waxmann, Münster 2021, ISBN 978-3-8309-4435-5.
- Weltverbesserung durch Kunst. Ein Kulturdiagramm impliziter Didaktik. Waxmann, Münster 2023, ISBN 978-3-8309-4665-6.
- Zwischen Verfall und Fortschritt. Vom alltäglichen, künstlerischen und wissenschaftlichen Umgang mit Grenzen im Wandel der Welt. Waxmann, Münster 2025, ISBN 978-3-8188-0043-7.

Herausgeberschaften und Mitautor
- Form und Kultur. Studien zur musikalischen Bildung. mit Beiträgen von Jörg Lemberg, Ortwin Nimczik, Stefan Orgass und Peter W. Schatt. In: Peter W. Schatt (Hrsg.): Folkwang-Texte. Band 11. Die Blaue Eule, Essen 1995, ISBN 978-3-89206-687-3.
- welt@musik. Musik interkulturell. In: Peter W. Schatt, François Förstel, Rudolf Frisius, Marion Saxer, Helmut Bieler-Wendt (Hrsg.): Veröffentlichungen des Instituts für Neue Musik und Musikerziehung Darmstadt. Band 44. Schott Music, Mainz 2004, ISBN 978-3-7957-1834-3.
- Hans Bäßler, Ortwin Nimczik, Peter W. Schatt (Hrsg.): Neue Musik vermitteln. Analysen – Interpretationen – Unterricht. Schott Music, Mainz 2004, ISBN 978-3-7957-0492-6.
- Peter W. Schatt (Hrsg.): „Unser Faust: meet the composer“. Ein Kompositionsprojekt an Essener Schulen: Bericht – Evaluation – Dokumentation. ConBrio, Regensburg 2009, ISBN 978-3-940768-08-7.
- Musik – Raum – Sozialität. In: Gisela und Peter W. Schatt Stiftung (Hrsg.): Studien zur Musikkultur. Band 1. Waxmann, Münster 2020, ISBN 978-3-8309-4168-2.
- Musik – Narration – Narrativ. Zur Kultur des Musik-Denkens. In: Gisela und Peter W. Schatt Stiftung (Hrsg.): Studien zur Musikkultur. Band 2. Waxmann, Münster 2021, ISBN 978-3-8309-4393-8.
- Musik – Macht – Widerstand. In: Gisela und Peter W. Schatt Stiftung (Hrsg.): Studien zur Musikkultur. Band 5. Waxmann, Münster 2022, ISBN 978-3-8309-4587-1.
- Musik und Kontingenz. Perspektiven aus Kunst, Wissenschaft und Unterricht. In: Gisela und Peter W. Schatt Stiftung (Hrsg.): Studien zur Musikkultur. Band 8. Waxmann, Münster 2023, ISBN 978-3-8309-4744-8.
- Entgrenzung. Beobachtungen, Analysen und Interpretationen zur (Musik-)Kultur. In: Gisela und Peter W. Schatt Stiftung (Hrsg.): Studien zur Musikkultur. Band 11. Waxmann, Münster 2024, ISBN 978-3-8309-4916-9.

Aufsätze (Auswahl)
- Musik als lebendige Musikgeschichte – Impulse für den Musikunterricht, in: Neue Musik 1999: Bilanz und Perspektiven, Mainz 2000, S. 106–115
- Neue Musik – neue Erfahrungen? Perspektiven zur musikdidaktischen Rezeption der musikalischen Produktion der Gegenwart, in: Neue Musik 1999: Bilanz und Perspektiven (= Veröffentlichungen des Instituts für Neue Musik und Musikerziehung Darmstadt Bd. 40, hg. v. R. Frisius), Mainz 2000, S. 84–105
- Räume hören? Didaktische Überlegungen zu musikalischer Räumlichkeit und räumlicher Musikwahrnehmung, in: Konzert – Klangkunst – Computer. Wandel der musikalischen Wirklichkeit (= Veröffentlichungen des Instituts für Neue Musik und Musikerziehung Darmstadt Bd. 42, hg. v. Institut für Neue Musik und Musikerziehung Darmstadt), Mainz 2002, S. 71–87
- Stimm-Bildung als Enkulturation. Zur Didaktik in einer pluralen Kultur, in: Stimme (= Veröffentlichungen des Instituts für Neue Musik und Musikerziehung Darmstadt Bd. 43, hg. v. Institut für Neue Musik und Musikerziehung Darmstadt), Mainz 2003, S. 203–215
- Vers une musique hybride – Chancen kultureller Innovation durch Pop-Komposition? in: Pop-Komposition? Perspektiven eines neuen Studiengangs, hg. v. R. Mörchen (= Folkwang Studien Bd. 4.) Hildesheim u. a. 2007, S. 11–26
- Unterrichtlicher Umgang mit neuer Musik und kultureller Bildung, in: Die Sinne und die Künste. Perspektiven ästhetischer Bildung, hg. v. E. Liebau u. J. Zirfas, Bielefeld 2008, S. 191–213
- Kulturtransfer – eine musikpädagogische Aufgabe?, in: Musik – Transfer – Kultur. Festschrift für Horst Weber, hg. v. S. Drees, A. Jacob, S. Orgass, Hildesheim 2009, S. 507–528
- „Unbewusst – höchste Lust“? Entwürfe von der Sinnlichkeit des Hörens, in: Anthropologie und Pädagogik der Sinne, hg. v. J. Bilstein (= Schriftenreihe der Kommission Pädagogische Anthropologie in der DGfE Bd. 19), Opladen & Farmington Hills 2011, S. 199–210
- Mimesis, Transformation und Performanz. Zum Bildungsgehalt künstlerischer Produktion heute, in: Neue Musik in Bewegung. Musik- und Tanztheater heute (= Veröffentlichungen des Instituts für Neue Musik und Musikerziehung Darmstadt Bd. 51, hg. v. J. P. Hiekel), Mainz 2011, S. 205–222
- „… Soll die Empfindung Liebe sein? …“ Perspektiven zur Thematisierung von Gefühlen in musikunterrichtlichen Zusammenhängen in: Musik und Gefühl. Interdisziplinäre Annäherungen in musikpädagogischer Perspektive, hg. v. M. Krause u. L. Oberhaus, Hildesheim 2012, S. 181–203
- Transformationen: Musikalische Räume, in: Räume der Unterbrechung. Theater – Performance – Pädagogik, hg. v. K. Westphal, Oberhausen 2012, S. 105–136
- Musik – entgrenzt? Die Rolle der Musik in (unterrichtlichen) Bildungsprozessen, in: Grenzverhältnisse. Perspektiven auf Bildung in Schule und Theater (= Festschrift für Kristin Westphal zum 60. Geburtstag), hrsg. v. W. Lohfeld und S. Schittler, Weinheim und Basel 2014, S. 205–230
- „…das Wörtlein: und“: Überlegungen zur Erkundung und Gestaltung des Verhältnisses zwischen Musikpädagogik und Kulturwissenschaft, in: Musikpädagogik und Kulturwissenschaft, hrsg. v. A. Cvetko und Chr. Rolle (= Musikpädagogische Forschung, 38), Münster u. a. 2017, S. 181–196
- „geschichtlich durch und durch“? Überlegungen zur musikpädagogischen Relevanz einer kulturwissenschaftlichen Perspektive auf das „musikalische Material“, in O. Kautny & F. Platz (Hrsg.), Musikpädagogik im Spannungsfeld von Reflexion und Intervention (= Musikpädagogische Forschung, 41) Münster u. a. 2021, S. 173–190